# Carcelén (España)
Carcelén es un municipio y localidad española de la provincia de Albacete, en la comunidad autónoma de Castilla-La Mancha. El término municipal, de 75,36 km², incluye la pedanía de Casas de Juan Gil y cuenta con una población de 487 habitantes (INE 2024).

## Ubicación
Situado en el sureste de la península ibérica, se encuentra a 20 km de Alpera  y a 50 km de la capital provincial.  

## Historia

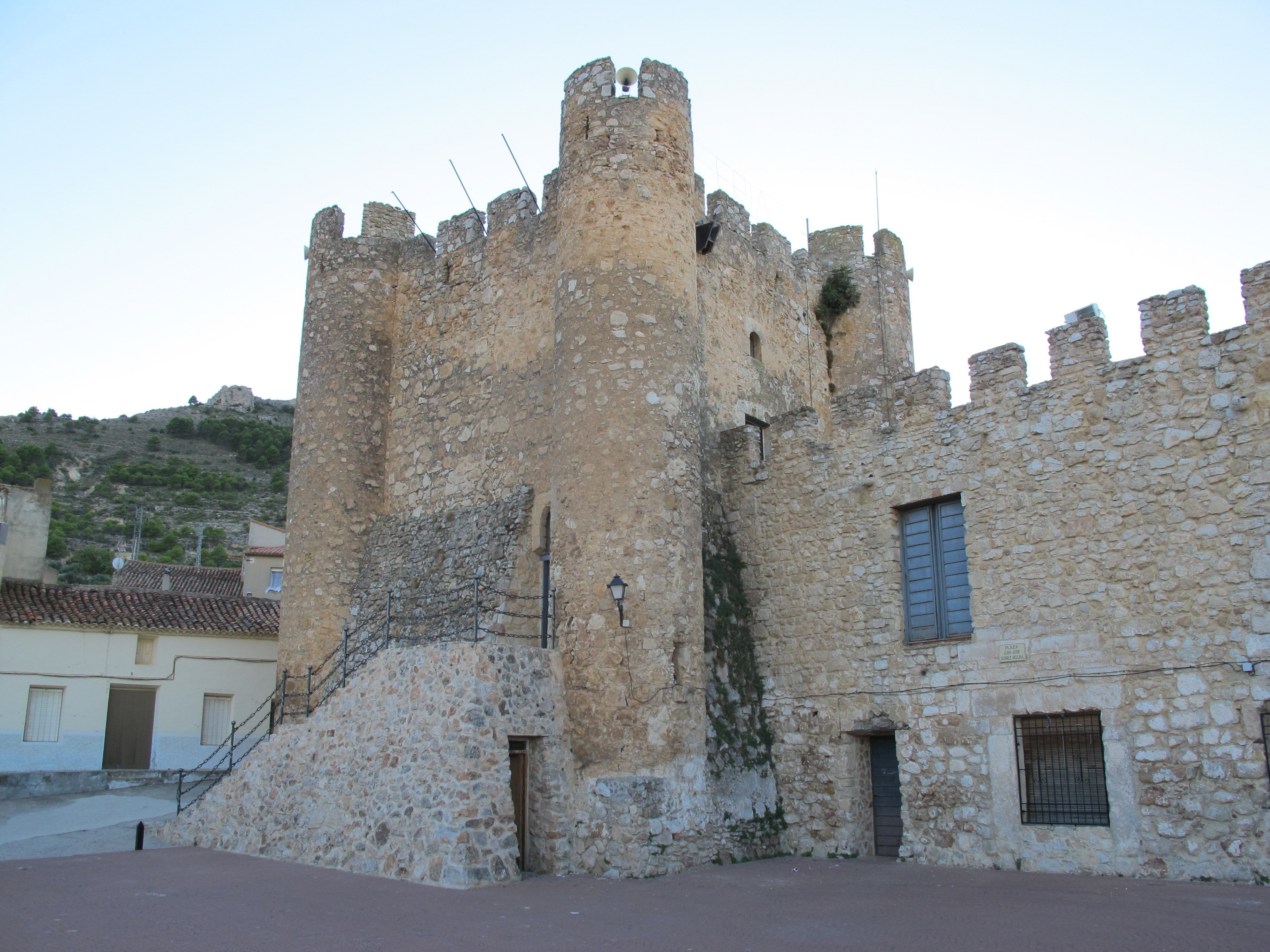
Castillo de Carcelén fue construido en el

En principio, Carcelén era una pequeña aldea de la villa de Almansa, pero en 1260 fue añadida al obispado de Cartagena.
Más tarde, el príncipe de Villena cedió esta villa a su hijo Sancho.
En el siglo XIV, el concejo de Jorquera intentó recuperar Carcelén, pero el 9 de abril de 1398, un mandato real dictaminó que la villa fuera devuelta al marquesado de Villena, concediéndole todos sus derechos.

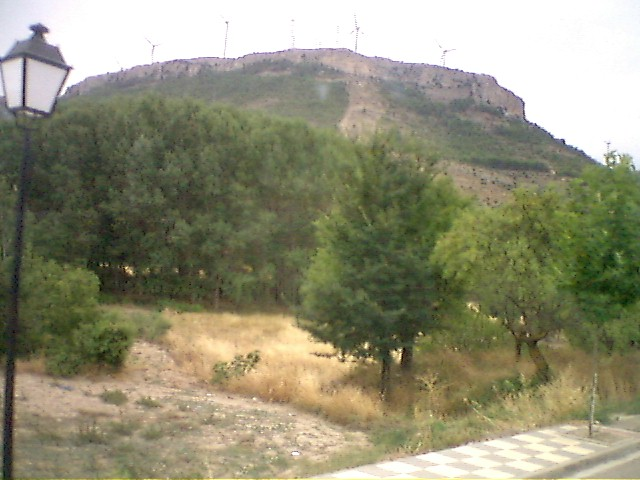
La Piedra del Mediodía, peña característica de Carcelén.

## Demografía
Cuenta con una población de 487 habitantes (INE 2024).
| Gráfica de evolución demográfica de Carcelén entre 1842 y 2021                                                        |
| |
| Población de derecho según los censos de población del INE. Población de hecho según los censos de población del INE. |

## Administración
Pertenece al partido judicial de Almansa.
Alcaldes anteriores a las elecciones de 1979
1900-1922 Alonso Sarriá Abad
1922-1923 José Sarriá Pardo
1923-1926 Juan Ruiz Valverde
1926-1927 Esteban Sarriá Gómez
1927 Blas Valiente Gil
1927-1930 Leopoldo Gómez Gil
1930-1931 Juan Jiménez Hernández 
1931-1936 Alonso Gil
1936-1939 Aurelio Sarriá Vera
1939 Desiderio Abad Gómez 
1940-1961 Leopoldo Gómez Gil 
1961-1965 Juan Martínez Tornero
1965-1979 Miguel Gil Pardo 
| Periodo   | Nombre                       | Partido |
| --------- | ---------------------------- | ------- |
| 1979-1983 | Guillermo Gómez              | PSOE    |
| 1983-1987 | José Marín Pérez             | PP      |
| 1987-1991 | Jose M. González Pérez       |         |
| 1991-1995 | Antonio Gómez Pérez          |         |
| 1995-1999 | Antonio Gómez Pérez          |         |
| 2003-2007 | Ildefonso Vera Gómez         | PP      |
| 2007-2011 | Ildefonso Vera Gómez         | PP      |
| 2011-2015 | María Dolores Gómez Piqueras | PSOE    |
| 2015-2019 | María Dolores Gómez Piqueras | PSOE    |
| 2019-2023 | María Dolores Gómez Piqueras | PSOE    |
| 2023-act. | Antonio Moreno               | PP      |

## Patrimonio
En Carcelén se halla el castillo del Conde de Casal, un castillo-fortaleza datado en el siglo XIV y reformado en el siglo XV. En él se encuentra la torre del homenaje, la cual conserva su estructura militar. Es de planta cuadrada y acaba con cuatro torreones redondos.
Su origen es confuso, pudo ser un calabozo, ya que ha sido utilizado como cárcel en numerosas ocasiones, o propiedad de un noble. Posteriormente fue utilizado como aulario y Ayuntamiento.
Cabe destacar la ermita del Cristo de las Eras, de estilo barroco y construida a finales del siglo XVII. Su planta es de cruz latina y en su extremo se puede observar un retablo del siglo XVIII y la imagen del Cristo de las Eras (siglo XVII).
También cabe destacar la iglesia de San Andrés Apóstol, construida en el siglo XVI sobre una anterior estructura conservando sus muros. Debido a problemas económicos, la obra fue paralizada y la parroquia estuvo terminada en el siglo XIX. A mitad de ese mismo siglo la torre fue restaurada.

## Festividades y eventos
Los Montones
Cada 23 de agosto tiene lugar la carrera de antorchas de los Montones. Por la noche se encienden tres montones de leña en lo alto de la Piedra del Mediodía y a continuación se desciende por la ladera portando antorchas para iluminar el camino. A mitad de recorrido, en la zona llamada La Pilarica, se prende otro montón y comienza la carrera. En la zona baja se encuentra otro montón que es prendido por el ganador de la carrera, que recibe el honor de ser el Portador del Fuego hasta el año siguiente.
Al mismo tiempo, se sube la imagen del Cristo desde la ermita hasta la iglesia de San Andrés, donde permanecerá hasta que finalicen las fiestas. En estas, toda la población es adornada con pinturas, banderas y otros adornos, celebrándose un concurso a la calle más bonita.